# Малвито
Малвито (итал. Malvito) је насеље у Италији у округу Козенца, региону Калабрија.
Према процени из 2011. у насељу је живело 426 становника. Насеље се налази на надморској висини од 372 м.

## Становништво
Према резултатима пописа становништва 2011. у општини је живело 1.867 становника.
| 1951. | 1961. | 1971. | 1981. | 1991. | 2001. | 2011. |
| ----- | ----- | ----- | ----- | ----- | ----- | ----- |
| 2.854 | 2.727 | 2.423 | 2.315 | 2.202 | 2.078 | 1.867 |

## Партнерски градови
- Rognes